# گورودتسکی (سرزمین آلتای)
گورودتسکی (به لاتین: Gorodetsky) یک منطقهٔ مسکونی در روسیه است که در سرزمین آلتای واقع شده‌است.